# "Heroes"
"Heroes" je dvanaesti studijski album engleskog glazbenika Davida Bowieja. Diskografska kuća RCA Records objavila ga je 14. listopada 1977. godine. Drugi je dio njegove Berlinske trilogije snimljene s Brianom Enom i Tonyjem Viscontijem. Na "Heroesu" Bowie nastavlja eksperimentirati s ambijentalnom glazbom, stilom kojim se počeo baviti na prethodnom uratku Lowu (objavljenom ranije te godine), te se na uratku pojavljuju doprinosi Roberta Frippa, gitarista grupe King Crimson. Od triju albuma jedini je uradak koji je u cijelosti bio snimljen u Berlinu.
Dobio je pozitivne kritike i NME ga je proglasio albumom godine. Naslovna skladba jedna je od najpoznatijih i najviše hvaljenih Bowiejevih pjesama.

## Snimanje i stil
"Heroes", snimljen u studiju Hansa Tonstudio u tadašnjem Zapadnom Berlinu, odrazio je duh vremena hladnoga rata, simbolično prikazana podijeljenim gradom. Koproducent Tony Visconti smatrao ga je "jednim od mojih posljednjih velikih avantura u stvaranju albuma. Studio se nalazio oko 460 metara dalje od Berlinskog zida. Crveni gardisti svojim bi snažnim dalekozorima gledali u prozor naše kontrolne sobe." Ranije te godine Kraftwerk je spomenuo Bowieja u naslovnoj pjesmi albuma Trans-Europe Express, dok je Bowie odao počast svojim utjecajima iz žanra krautrocka tako što je nazivom albuma aludirao na skladbu "Hero" s albuma Neu! '75 njemačkog sastava Neu!, čijeg je gitarista Michaela Rothera izvorno zamolio da svira na albumu, a pjesmu "V-2 Schneider" nazvao po Florianu Schneideru iz Kraftwerka, koji ju je i nadahnuo. Usprkos njemačkim utjecajima na uratku su radili Bowiejevi britanski i američki suradnici te je jedini njemački glazbenik na njemu bila prateća pjevačica Antonia Maass.
Naslovnica koju je izradio Masayoshi Sukita nastala je pod utjecajem djela Roquairol njemačkog umjetnika Ericha Heckela. Bowie je izjavio da navodni znaci u nazivu "ukazuju na ironiju riječi 'heroji' odnosno na cijeli koncept herojstva".
Brian Eno potaknuo je Roberta Frippa da sudjeluje u projektu. "Netko me nazvao u srpnju 1977. dok sam živio u New Yorku", rekao je gitarist. "Bio je to Brian Eno. Rekao je da on i David snimaju u Berlinu i dao mu je telefon. David je rekao 'Zanima li te sviranje dlakavog rock 'n' rolla na gitari?' Odgovorio sam mu 'Pa, nisam svirao tri godine – ali ako si spreman riskirati, riskirat ću i ja.' Ubrzo nakon toga stigla mi je Lufthansina karta za prvu klasu." Nakon što je stigao u studio, iako je patio od jet laga, Fripp je snimio gitarističke dionice za "Beauty and the Beast": te prve snimke pojavile su se u konačnom miksu te pjesme.
Iako se na "Heroesu" Bowie nastavio baviti elektroničkom i ambijentalnom glazbom i usprkos tome što se na njemu pojavilo nekoliko mračnih i atmosferičnih instrumentala kao što su "Sense of Doubt" i "Neuköln", album se smatra strastvenim i pozitivnim umjetničkim iskazom, pogotovo u usporedbi s često melankoličnim pjesmama na Lowu. Stihovi za "Joe the Lion" prema Viscontijevim riječima bili su napisani i snimljeni pred mikrofonom "u manje od sat vremena", što prikazuje improvizacijsku prirodu snimanja.
Za vrijeme snimanja albuma Eno se koristio svojim kartama iskrivljenih strategija. Smatra se da se služio njima tijekom snimanja instrumentala kao što je "Sense of Doubt".

## Objava i utjecaj
RCA Records reklamirao je "Heroes" sloganom "Postoji stari val. Postoji novi val. A postoji i David Bowie ..." Nakon objave krajem 1977. dobio je pozitivne kritike te su ga Melody Maker i NME odabrali za album godine. Našao se na trećem mjestu britanske ljestvice albuma i ostao na njoj 26 tjedana, no u SAD-u je bio manje uspješan; ondje je zauzeo 35. mjesto. U Njemačkoj je naslovna skladba bila preimenovana u ""Heroes"/"Helden"" i dio nje bio je pjevan na njemačkom. Rani dokaz utjecajnosti albuma bio je komentar Johna Lennona iz 1980. godine; izjavio je da je tijekom rada na uratku Double Fantasy kanio "napraviti nešto što je dobro kao i "Heroes"." Rolling Stone pohvalio je Enove doprinose i izjavio da ga je Bowie "autorski iskoristio" na Lowu, ali da "Heroes" "prikazuje entuzijastičniji oblik suradnje, u kojoj se spajaju Bowiejeva dramatičnost i Enova nepokolebljiva iskrenost zvuka".
Bowie je izveo nekoliko pjesama s albuma na turneji Isolar II 1978. godine; te su koncertne inačice iste godine bile objavljene na albumu Stage, dok su snimke s drugog koncerta bile objavljene na uratku Welcome to the Blackout (Live London '78) 2018. godine. Philip Glass skladao je suitu Simfonija "Heroes" i nazvao ju po tom albumu, kao što je svoju raniju Simfoniju Low nazvao po uratku Low. Naslovnu skladbu obradilo je mnoštvo glazbenika; kasnije inkarnacije King Crimsona svirale su tu pjesmu na bisu, dok je Billy Mackenzie 1982. godine otpjevao "The Secret Life of Arabia" za ploču B.E.F.-a Music of Quality and Distinction. Nekoliko pjesama pojavilo se i u filmu Christiane F., u kojem je Bowie glumio sama sebe.
Naslovnica Bowiejeva albuma The Next Day iz 2013. godine prikazuje izmijenjenu i prekrivenu naslovnicu "Heroesa"; na njoj je riječ  "Heroes" prekrižena, dok bijeli kvadrat u kojem se nalazi tekst "The Next Day" zaklanja Bowiejevo lice.

## Popis pjesama
Tekstovi i glazba: David Bowie, osim gdje je označeno drugačije. 
| Strana A | Strana A                 | Strana A         | Strana A | Strana A | Strana A | Strana A | Strana A | Strana A | Strana A |
| Br.      | Skladba                  | Autor            | Trajanje |          |          |          |          |          |          |
| -------- | ------------------------ | ---------------- | -------- | -------- | -------- | -------- | -------- | -------- | -------- |
| 1.       | »Beauty and the Beast«   |                  | 3:32     |          |          |          |          |          |          |
| 2.       | »Joe the Lion«           |                  | 3:05     |          |          |          |          |          |          |
| 3.       | »"Heroes"«               | Bowie, Brian Eno | 6:07     |          |          |          |          |          |          |
| 4.       | »Sons of the Silent Age« |                  | 3:15     |          |          |          |          |          |          |
| 5.       | »Blackout«               |                  | 3:50     |          |          |          |          |          |          |
| 19:49    |                          |                  |          |          |          |          |          |          |          |

| Strana B      | Strana B                    | Strana B                  | Strana B | Strana B | Strana B | Strana B | Strana B | Strana B | Strana B |
| Br.           | Skladba                     | Autor                     | Trajanje |          |          |          |          |          |          |
| ------------- | --------------------------- | ------------------------- | -------- | -------- | -------- | -------- | -------- | -------- | -------- |
| 1.            | »V-2 Schneider«             |                           | 3:10     |          |          |          |          |          |          |
| 2.            | »Sense of Doubt«            |                           | 3:57     |          |          |          |          |          |          |
| 3.            | »Moss Garden«               | Bowie, Eno                | 5:03     |          |          |          |          |          |          |
| 4.            | »Neuköln«                   | Bowie, Eno                | 4:34     |          |          |          |          |          |          |
| 5.            | »The Secret Life of Arabia« | Bowie, Eno, Carlos Alomar | 3:46     |          |          |          |          |          |          |
| 20:30 (40:19) |                             |                           |          |          |          |          |          |          |          |

| 11. | »Abdulmajid« (prethodno neobjavljena skladba, snimljena između 1976. i 1979; skladali su ju Bowie i Eno) | 3:40 |
| 12. | »Joe the Lion« (remiksana inačica iz 1991.)                                                              | 3:08 |

### Ponovne objave
RCA Records prvi je put objavio "Heroes" na CD-u sredinom 1980-ih. Godine 1991. Rykodisc je objavio album s dvije bonus skladbe; tu je inačicu u Ujedinjenom Kraljevstvu EMI objavio na CD-u, kazeti i gramofonskoj ploči. Naknadno je bio objavljen i na 20-obitnom SBM AU20 Gold CD-u. EMI i Virgin Records opet su objavili album 1999. godine, ovaj put bez bonus skladbi, ali s digitalno remasteriranim zvukom.
Godine 2017. album je ponovno bio remasteriran za box set A New Career in a New Town (1977–1982) koji je tog rujna objavio Parlophone. Bio je objavljen na CD-u, gramofonskoj ploči i u digitalnom formatu kao dio te kompilacije, a onda u veljači 2018. i zasebno. Obožavatelji i kritičari negativno su reagirali na promjenu u glasnoći na remasteriranoj pjesmi "Heroes" iz 2017. godine, no Parlophone je izjavio da je to bilo namjerno i nepromjenjivo zbog oštećenja izvornih vrpci. Budući da su kritičari i dalje negodovali, na službenoj je Bowiejevoj web-stranici bilo najavljeno da će popravljeni zamjenski diskovi za "Heroes" biti objavljeni na CD-u i gramofonskoj ploči; ta je ponuda trajala do lipnja 2018. godine. Izmijenjene remasterirane inačice na zamjenskim diskovima pojavile su se i na CD-u i gramofonskoj inačici "Heroesa" u veljači 2018. godine.

## Zasluge
David Bowie
- David Bowie – vokali, klavijature, gitara, saksofon, koto, tamburin,[26] prateći vokali, produkcija

Dodatni glazbenici
- Brian Eno – sintesajzer, klavijature, oblikovanje zvuka gitare
- Robert Fripp – glavna gitara
- Carlos Alomar – ritam gitara
- George Murray – bas-gitara
- Dennis Davis – bubnjevi, udaraljke
- Tony Visconti – udaraljke,[26] prateći vokali, produkcija
- Antonia Maass – prateći vokali

Ostalo osoblje
- Colin Thurston – tonska obrada

## Ljestvice
| Ljestvica (1977. – 2018.) | Najviša Pozicija |
| ------------------------- | ---------------- |
| Australija                | 6                |
| Austrija                  | 19               |
| Francuska                 | 19               |
| Italija                   | 38               |
| Japan                     | 57               |
| Kanada                    | 44               |
| Nizozemska                | 3                |
| Novi Zeland               | 15               |
| Norveška                  | 13               |
| Njemačka                  | 44               |
| SAD (Billboard 200)       | 35               |
| Španjolska                | 71               |
| Švedska                   | 13               |
| Ujedinjeno Kraljevstvo    | 3                |